# Rebollar (Soria)
Rebollar – gmina w Hiszpanii, w prowincji Soria, w Kastylii i León, o powierzchni 10,38 km². W 2012 roku gmina liczyła 42 mieszkańców.